# 植物防疫法
植物防疫法（しょくぶつぼうえきほう、昭和25年5月4日法律第151号）は、農業生産の安全および助長を図ることを目的に、輸出入や国内移動にあたって植物を検疫し、あるいは植物に有害な動植物を駆除・蔓延防止することに関する日本の法律である。

## 対象生物の定義
植物防疫法の対象となる生物について、一般社会あるいは生物学で用いられる用語とずれがある。
植物
単に植物と言った場合には次の「有害植物」を除くものとされている。また植物体の全体だけでなく、種子や果実といった一部分や、筵や菰といった加工品も含めて同等に取り扱う。法には「顕花植物、しだ類又はせんたい類に属する植物」とあり、現代的な分類体系では陸上植物に相当する。したがって藻類やキノコなどは含まれない。
有害植物
有用な植物を害する「真菌、粘菌、細菌、寄生植物及びウイルス」とあり、かなり広義の植物が含まれる。
有害動物
有用な植物を害する動物。この動物とは、法に「昆虫、だに等の節足動物、線虫その他の無脊椎動物又は脊椎動物」とあり、5界説でいう動物界に相当すると思われる。原生動物が含まれるかどうかは条文上定かでない。
検疫有害動植物
有害植物や有害動物のうち、国内での存在が確認されていないものや、国内措置がとられているものなどを対象に、省令（植物防疫法施行規則）や告示で定められた動植物。まずリスク分析により有害性の明らかなものが施行規則の別表に規定され、リスク分析が未了のものが告示で規定されている。原則的に輸入が禁止される。

## 国際植物防疫
一般に植物の輸入は制限されている。原則として輸出国の政府機関による検査証明書が必要であるほか、特定の植物は輸入禁止となる。規制の強い順に以下の区分があり、施行規則や告示で細かく指定されている。
輸入禁止品
原則として輸入できないものであり、試験研究などの目的で農林水産大臣の許可を得た場合に限って輸入できる。
1. 国内未発生で侵入時に農産物への被害が大きく、輸入時の検査では発見が困難な病害虫が付着する可能性がある植物
2. 検疫有害動植物そのもの
3. 土のついた植物や土そのもの

条件付き輸入解禁品
輸入禁止品のうち、殺虫殺菌などにより安全性を科学的に担保できるもの。
栽培地検査要求品
本来は輸入禁止とすべきだが栽培の現場であれば検査が可能なもの。輸出国の政府機関による栽培地検査証明書が必要。
隔離検疫品
栽培のための種苗のうち国内産業にとって重要なもの。1作期ないし1～2年間、隔離圃場で栽培し検査を行う。
一般の植物
一般に植物を輸入する際には輸出国の政府機関による栽培地検査証明書が必要。輸出国に植物検疫にかかる政府機関が存在しない場合に限り、日本の植物防疫所で検査を行う。
検査不要品
製材、家具、綿布、紙、塩蔵品など高度に加工された製品
日本から外国へ植物を輸出する際にも、輸入国の規制により検査証明書が要求されるため、植物防疫所が検査を行う。

## 国内植物防疫
イモゾウムシやサツマイモノメイガなど、害虫の拡散を防ぐため国内間でも検疫が行われ、沖縄県全域、奄美群島、トカラ列島、小笠原諸島から本土へは、サツマイモやグンバイヒルガオ等のヒルガオ科植物の生茎葉、及び生塊根等の持ち出しは禁止されている。

## 防疫に従事する官吏
- 植物防疫官
- 植物防疫員

## 沿革
- 1885年（明治18年） - 農商務省達第43号により各府県に対し田圃虫害予防規則の制定を指示。
- 1896年（明治29年）3月25日 - 害虫駆除予防法（法律第17号）制定。害虫の発生時に強制的に駆除を実施できる。田畑における虫害に限られており、山林や病害には適用されず。
- 1902年（明治35年）2月24日 - 害虫駆除予防法改正（法律第9号）により虫害だけでなく黴菌による病害が対象に加わる。
- 1913年（大正2年）8月18日 - 輸出植物検疫証明規程（農商務省告示第258号）制定。それまで神奈川県と兵庫県が独自に輸出植物検疫証明を行っていたが、アメリカ合衆国の植物検疫法の改正により、同年7月より政府機関の検疫証明書が必要になった。
- 1914年（大正3年）3月15日 - 輸出入植物取締法（法律第11号）制定。植物の輸出入に際して検疫を義務づける。そのため代表的な港湾に植物検査所（またはその支所・出張所・派出所）が設置される。
- 1948年（昭和23年）7月5日 - 輸出入植物検疫法（法律第86号）制定。輸入にあたり輸出国における検疫証明書を義務づける。開港に加えて飛行場でも輸入可能にする。輸出に際し栽培地検査を導入。審議会設置。
- 1950年（昭和25年）5月4日 - 植物防疫法（法律第151号）制定。輸出入植物検疫法に害虫駆除予防法を統合し、国内植物検疫を導入。隔離栽培制度の導入。
- 1951年（昭和26年）6月19日 - 第1次改正（法律第243号）。発生予察事業の法制化。都道府県の設置する病害虫防除所が制度化。
- 1971年（昭和46年）12月30日 - 沖縄復帰に伴い、国内植物の移動規制の導入（法律第130号）。
- 1996年（平成8年）6月12日 - 第2次改正（法律第67号） 。検疫対象をネガティブリスト方式で限定。輸入にあたり輸出国での栽培地検査を導入。電算化への対応。
- 2004年（平成16年）3月31日 - 第3次改正（法律第19号）。